# ياماها واي أم 2414

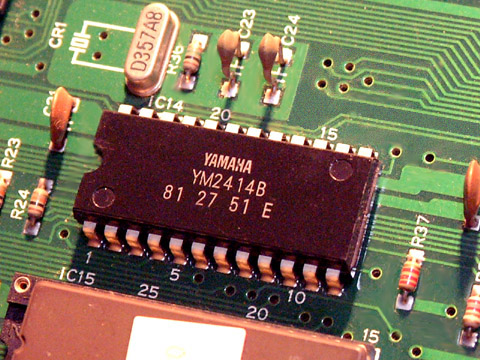
ياماها YM2414

ياماها واي أم 2414 (بالإنجليزية: YM2414)‏،ويسمى OPZ، هي شريحة صوت بثمان قنوات مطورة من قبل ياماها. وصممت للعمل على أجهزة الموسيقية ذات الواجة الرقمية المتطورة (MIDI)، وخصوصاً على DX11 وTX81Z، غيتار المزج Korg Z3، و OPZII 16- قناة في ياماها V50.

## المميزات
تمتلك YM2414 الميزات التالية:
- ثمان قنوات FM متزامنة (16 في OPZII)
- أربع عمليات لكل قناة
- يمكن الاختيار بين ثمان موجات
- تذبذبات ثنائية بتردد منخفض